# Икс-мен: Мрачни Феникс
Икс-мен: Мрачни Феникс (енгл. Dark Phoenix) је амерички научнофантастични филм из 2019. године редитеља Сајмона Кинберга којему је ово редитељски деби. Кинберг потписује и сценарио који је радио по стрипу Икс мен аутора Стена Лија и Џека Кирбија, док су продуценти филма Сајмон Кинберг, Хач Паркер и Лорен Шулер Донер. Музику је компоновао Ханс Цимер.
Глумачку екипу чине Џејмс Макавој, Мајкл Фасбендер, Џенифер Лоренс, Николас Хоулт, Софи Тарнер, Тај Шеридан, Александра Шип, Коди Смит-Макфи, Еван Питерс и Џесика Частејн. Светска премијера филма је била одржана 7. јуна 2019. године у САД.
Буџет филма је износио 200 милиона долара, а зарада филма је 252,4 милиона долара.

## Радња
У Мрачном фениксу, Икс-мени се суочавају са својим најстрашнијим непријатељем, који долази из њихових редова, Џин Греј (Софи Тарнер). Током спасилачке мисије у свемиру, Џин је скоро убијена када ју је погодила мистериозна космичка сила која ју је учинила бескрајно моћном, али и нестабилном при повратку кући.
Џин која се отима контроли и повређује оне које највише воли, почиње да уништава силу која држи Икс-мене на окупу. Када породица почне да се распада, морају наћи начин да се поново уједине и, не само сачувају Џинину душу, него и спасу планету од ванземаљаца који желе да искористе њену моћ Феникса и завладају галаксијом.

## Улоге
| Глумац          | Улога                        |
| --------------- | ---------------------------- |
| Џејмс Макавој   | Чарлс Завијер / Професор Икс |
| Мајкл Фасбендер | Ерик Леншер / Магнето        |
| Џенифер Лоренс  | Рејвен Даркхолм / Мистик     |
| Николас Хоулт   | Хенк Макој / Звер            |
| Софи Тарнер     | Џин Греј / Феникс            |
| Тај Шеридан     | Скот Самерс / Киклоп         |
| Александра Шип  | Ороро Мунро / Сторм          |
| Коди Смит-Макфи | Курт Вагнер / Хавок          |
| Еван Питерс     | Питер Максимов / Квиксилвер  |
| Џесика Частејн  | Вук                          |